# Countdown (Space Shuttle)
Nachfolgend werden die wichtigsten Aufgaben, die während eines Countdowns für einen Start des Space Shuttle durchgeführt werden mussten, mit der zugehörigen Phase und ungefährer Dauer aufgelistet.

## Vorbereitungen
Die Vorbereitungen auf einen Shuttleflug begannen mit der Sicherung des Orbiters und dem eventuellen Rücktransport zum Kennedy Space Center, sollte die vorige Landung andernorts, beispielsweise an der Edwards Air Force Base, erfolgt sein. Daraufhin wurde er in eine Orbiter Processing Facility (OPF) gebracht.
Zwei bis drei Monate vor dem Start begann die Montage des Space-Shuttle-Systems mit dem Zusammenbau der zwei Feststoffraketen auf einer Startplattform im Vehicle Assembly Building (VAB). Danach wurde der Externe Tank zwischen den Feststoffraketen in Position gebracht und befestigt.
Etwa fünf Wochen vor dem Start wurde der Orbiter von der OPF in das VAB gerollt und dort am Externen Tank angebracht. Etwa zur gleichen Zeit wurden die Nutzlasten für die Nutzlastbucht zur Startanlage gefahren. Rund einen Monat vor dem Start erfolgte das Rollout des Space Shuttle zur Startrampe. Dort wurden in den drei folgenden Wochen die meisten Nutzlasten und Ausrüstungsgegenstände in den Orbiter gebracht. Einen Tag vor Beginn des Countdowns traf die Besatzung am Kennedy Space Center ein. Nach einem Call to Stations des Testleiters wurde die Countdownuhr gestartet.

## Countdown

### T-41 h  and counting
Die Phase dauerte 16 Stunden. (Zeit bis zum Start L-69:10 h)

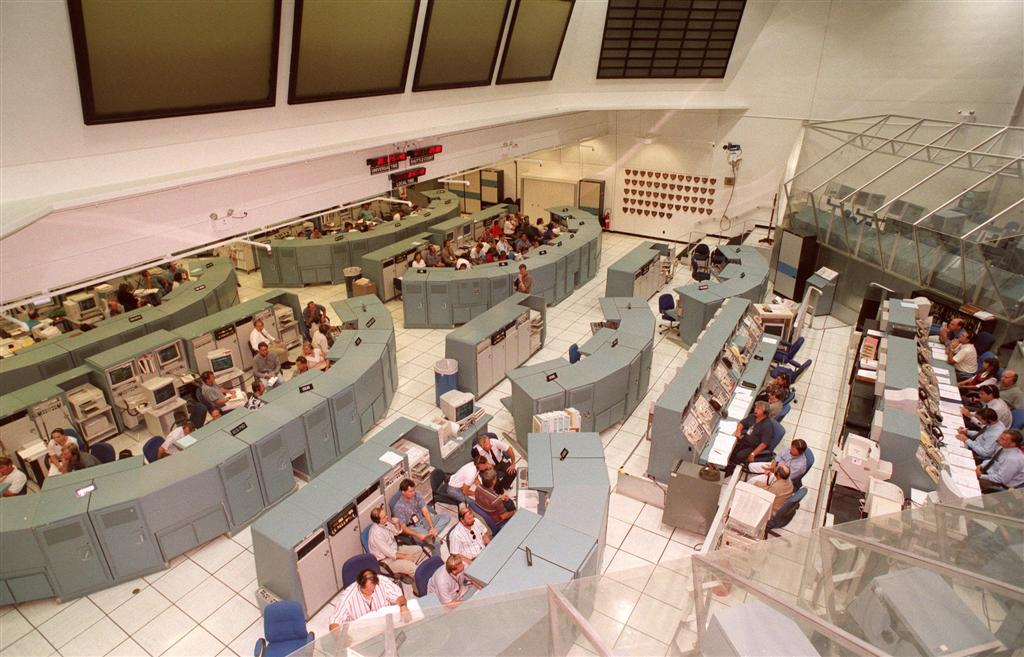
Startvorbereitungen im Firing Room 1

- Die letzten Fahrzeug- und Gebäudeabsicherungen wurden eingeleitet.
- Das Backup-Flugsystem wurde überprüft.
- Die Flugsoftware im Hauptspeicher und die Displays wurden überprüft.
- Die Backup-Flugsystemsoftware wurde auf den Hauptcomputer geladen.
- Die Arbeitsplattformen im Flug- und Mitteldeck wurden entfernt.
- Das Navigationssystem wurde aktiviert und geprüft.
- Die Vorbereitung des Energieverteilungssystems wurde abgeschlossen.
- Die Vorbereitungen für die Flugdeckinspektionen wurden beendet.

### T-27 h and holding
Die Phase dauerte 4 Stunden (L-53:10 h).
- Das nicht mehr benötigte Personal verließ die Startrampe.

### T-27 h and counting
Die Phase dauerte acht Stunden (L-49:10 h).
- Das Beladen der Vorratstanks für die OMS-Triebwerke begann.

### T-19 h and holding
Die Phase dauerte 4 Stunden (L-41:10 h).
- Einige Gerüste im mittleren Teil des Shuttles wurden demontiert.

### T-19 h and counting
Die Phase dauerte 8 Stunden (L-37:10 h).
- Die Haupttriebwerke wurden für das Tanken und den Flug vorbereitet.
- Das Sound-Eindämmsystem wurde mit Wasser gefüllt.
- Die Orbiter- und Bodenunterstützungsausrüstung wurden geprüft.
- Mehrere Masten auf der mobilen Startplattform wurden verstaut.

### T-11 h and holding
Die Phase dauerte bis zu 13 Stunden (L-29:10 h).

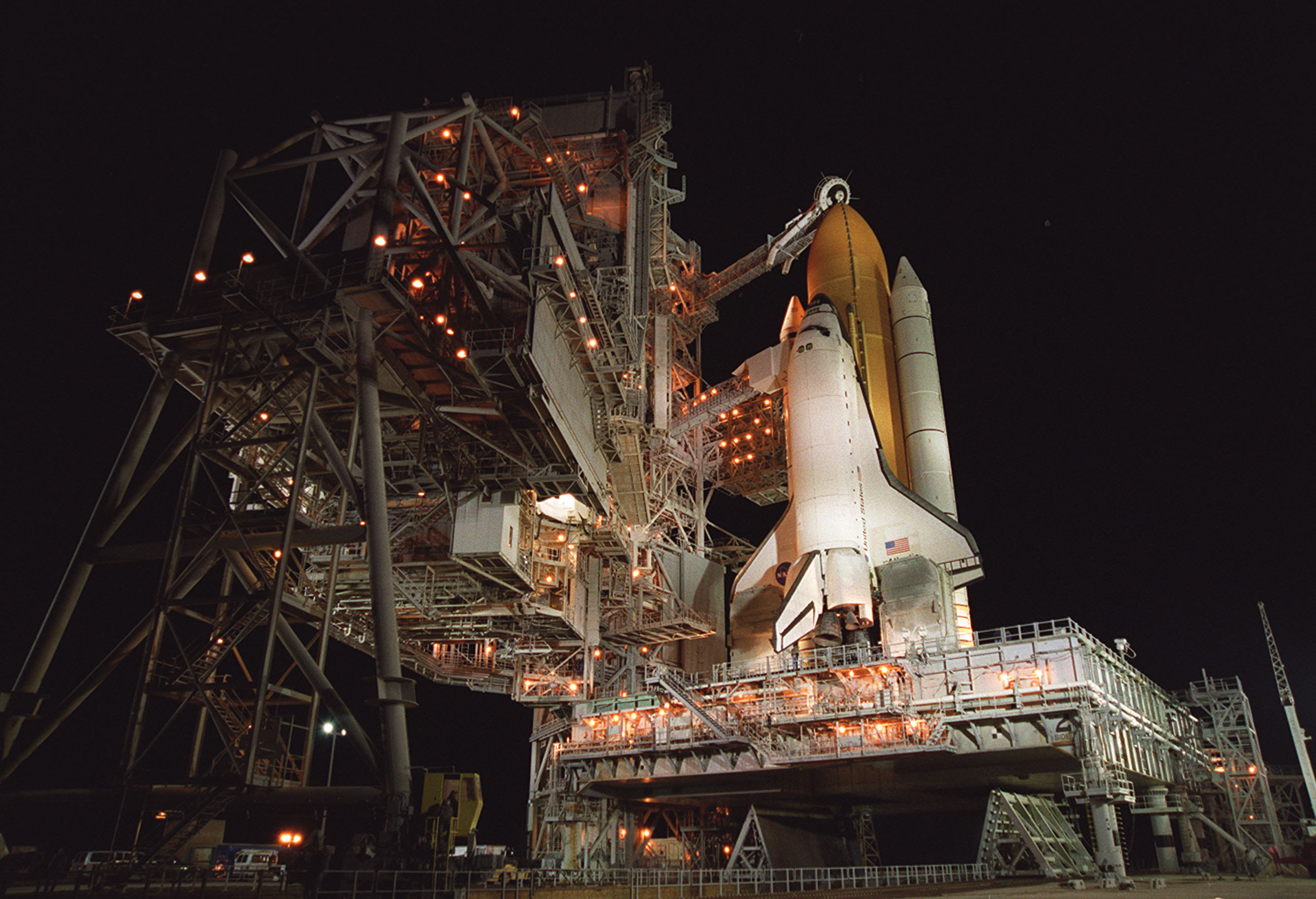
Die RSS-Arbeitsbühne wird in die Parkposition gefahren, damit STS-98 starten kann.

- Letzte Crewausrüstungsgegenstände wurden verstaut.
- Die RSS-Wartungsbühne (Rotating Service Structure) wurde in die Parkposition gefahren.
- Die orbiterinternen Mess- und Kommunikationssysteme wurden aktiviert.
- Das Cockpit wurde für den Start konfiguriert.

### T-11 h and counting
Die Phase dauerte 5 Stunden (L-16:10 h).
- Die Tanks des Orbiters wurden aktiviert.
- Das nicht benötigte Personal verließ die Gefahrenzone.
- Die Luft des Orbiters wurde zum Säubern durch Stickstoff ersetzt.

### T-6 h and holding
Die Phase dauerte zwei Stunden (L-11:10 h).
- Die Flugleitung erhielt einen aktualisierten Wetterbericht.
- Das Startteam bestätigte, dass es keine Schwierigkeiten mit den Startkriterien gibt, bevor der Außentank befüllt wurde.
- Das gesamte Personal verließ die Startrampe.
- Die Transferleitungen für die Treibstoffe wurden heruntergekühlt.
- Der Außentank wurde mit zwei Millionen Liter flüssigen Treibstoffen (Wasserstoff und Sauerstoff) gefüllt.

### T-6 h and counting
Die Phase dauerte drei Stunden (L-9:10 h).

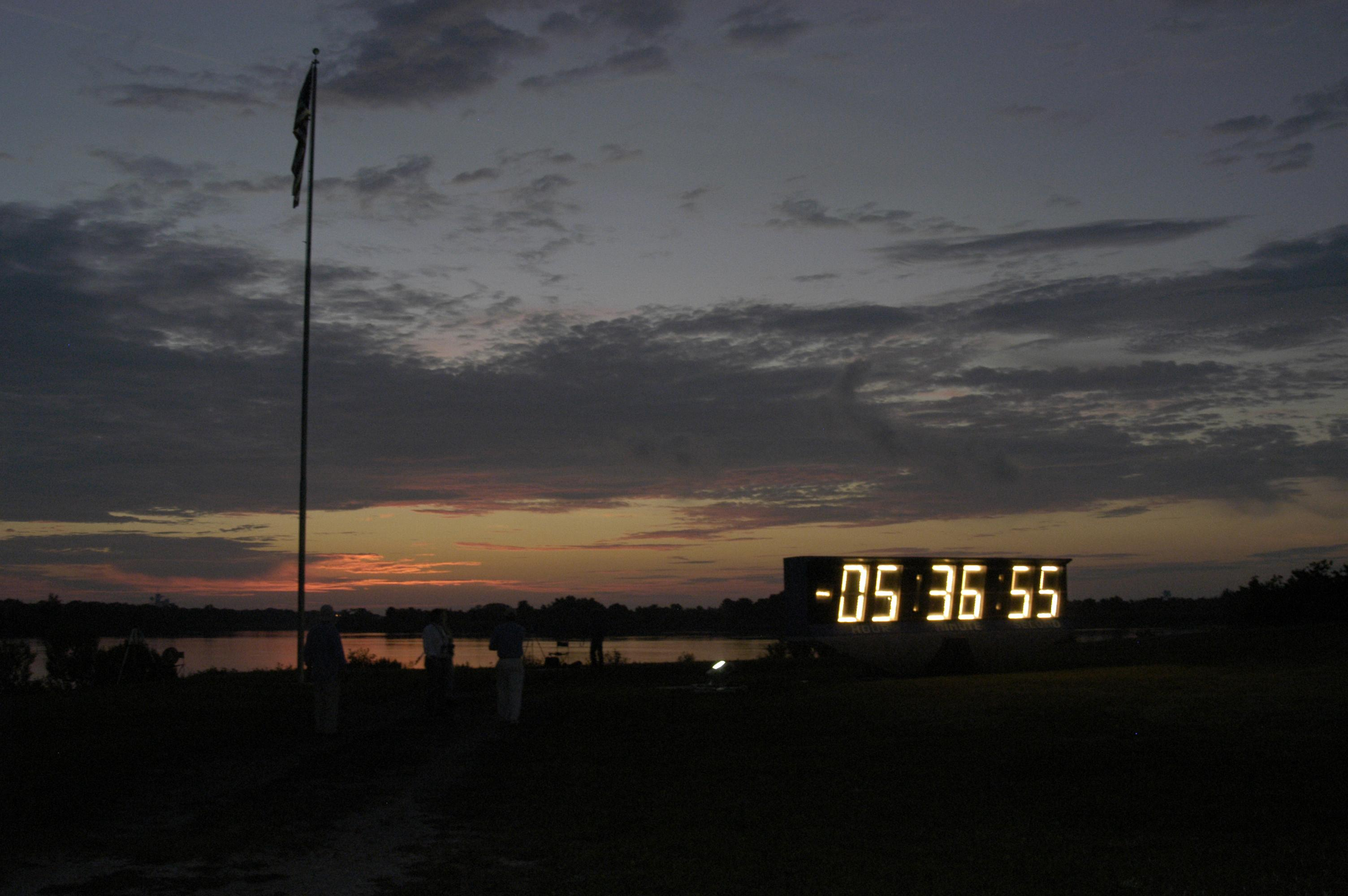
Die Countdownuhr am Kennedy Space Center

- Das Befüllen des Außentanks wurde beendet.

### T-3 h and holding
Die Phase dauerte 2 Stunden (L-6:10 h).
- Die Messeinheiten wurden für die Vor-Flug-Phase kalibriert.
- Die Merritt-Island-Bahnverfolgungsantenne wurde ausgerichtet.
- Ein Team inspizierte ein letztes Mal das Shuttle von außen.
- Die Closeout Crew, die für den sicheren Einstieg der Astronauten und das Verschließen der Einstiegsluke verantwortlich ist, begab sich zur Startrampe, um den Orbiter und den White Room für die Astronauten vorzubereiten.

### T-3 h and counting
Die Phase dauerte 2 Stunden und 40 Minuten (L-4:10 h).

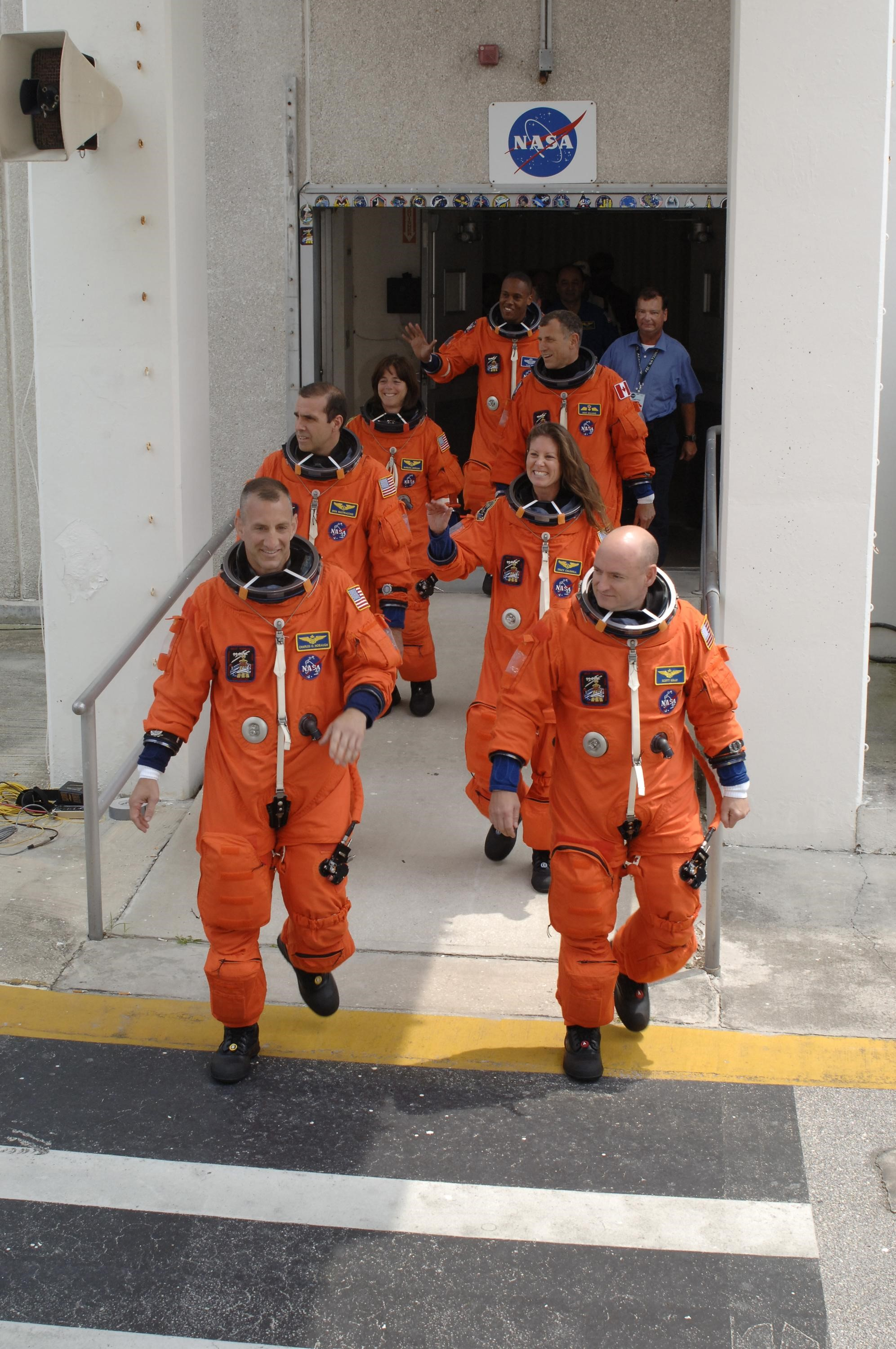
Die Besatzung der Mission STS-118 begibt sich zum Astrovan

- Die Besatzung begab sich zur Startrampe und stieg über den White Room in den Orbiter ein.
- Die Vorbereitungen zum Verschließen des Orbiters liefen an.
- Die Schalterstellungen im Cockpit wurden überprüft.
- Die Astronauten führten Comchecks mit den Start-, Missions- und eventuell weiteren Kontrollzentren durch.
- Der Orbiter wurde verschlossen und die Luke auf Lecks überprüft.
- Der White Room wurde gesichert und verlassen.
- Die Closeout Crew begab sich in einen Rückfallbereich, um im Fall eines Abbruchs schnell reagieren zu können.

### T-20 min and holding
Die Phase dauerte 10 Minuten (L-1:30 h).
- Der Shuttle Test Direktor informierte ein letztes Mal das Startteam.
- Die Messeinheitskalibrierungen wurden beendet.

### T-20 min and counting
Die Phase dauerte 11 Minuten (L-1:20 h).
- Die Orbitercomputer wurden für den Start konfiguriert.
- Die Treibstoffzufuhr wurde geregelt.
- Die Abluftventile der Crewkabine wurden geschlossen.
- Das Backupflugsystem wurde auf den Start vorbereitet.

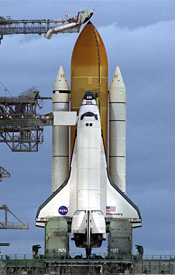
Die Sauerstoff-Absaugeinrichtung an der Spitze („beanie cap“) wird eingeholt, damit die Mission STS-103 beginnen kann

### T-9 min and holding
Die Dauer dieser Phase hing von der Mission ab, war aber etwa eine Stunde lang (L-1:09 h).
- Die Flug- und Startdirektoren fragten die Bereitschaft ihrer Teams zum Start ab (GO-/NO-GO-Umfrage).

### T-9 min and counting
Die Phase dauerte 9 Minuten (L-0:09 h).
- Der automatische Boden-Start-Sequenzer wurde gestartet.
- Der Zugriffsarm zum Orbiter wurde bei T-7:30 Minuten eingeklappt.
- Die drei APUs starten bei T-5:00 Minuten.
- Das Zielgebiet der SRBs wurde gesichert.
- Die Luftoberflächenprofiltests und die Bewegungstests der SSMEs starteten bei T-3:55 Minuten.
- Der Gasabluftarm wurde bei T-2:55 eingeholt.
- Die Besatzung schloss ihre Visiere bei T-2:00 Minuten.
- Der Orbiter wurde bei T-55 Sekunden von Boden- auf interne Energieversorgung geschaltet.
- Bei T-31 Sekunden bekam der automatische Start-Sequenzer das GO zum Start. Bis zu diesem Zeitpunkt konnte der Countdown von der Startkontrolle angehalten und abgebrochen werden, danach konnte der Start nur noch durch eine automatische Abschaltung der Haupttriebwerke verhindert werden.
- Das Lärmdämmsystem wurde bei T-16 Sekunden aktiviert und sprühte mehr als 1 Million Liter Wasser in 41 Sekunden unter die Triebwerke, um Beschädigungen durch Schallwellen zu verhindern.
- Bei T-10 Sekunden begann das Burn-Off-System Funken zu sprühen.
- Die Haupttriebwerke nahmen bei T-6,6 Sekunden ihre Arbeit auf.

## T-0

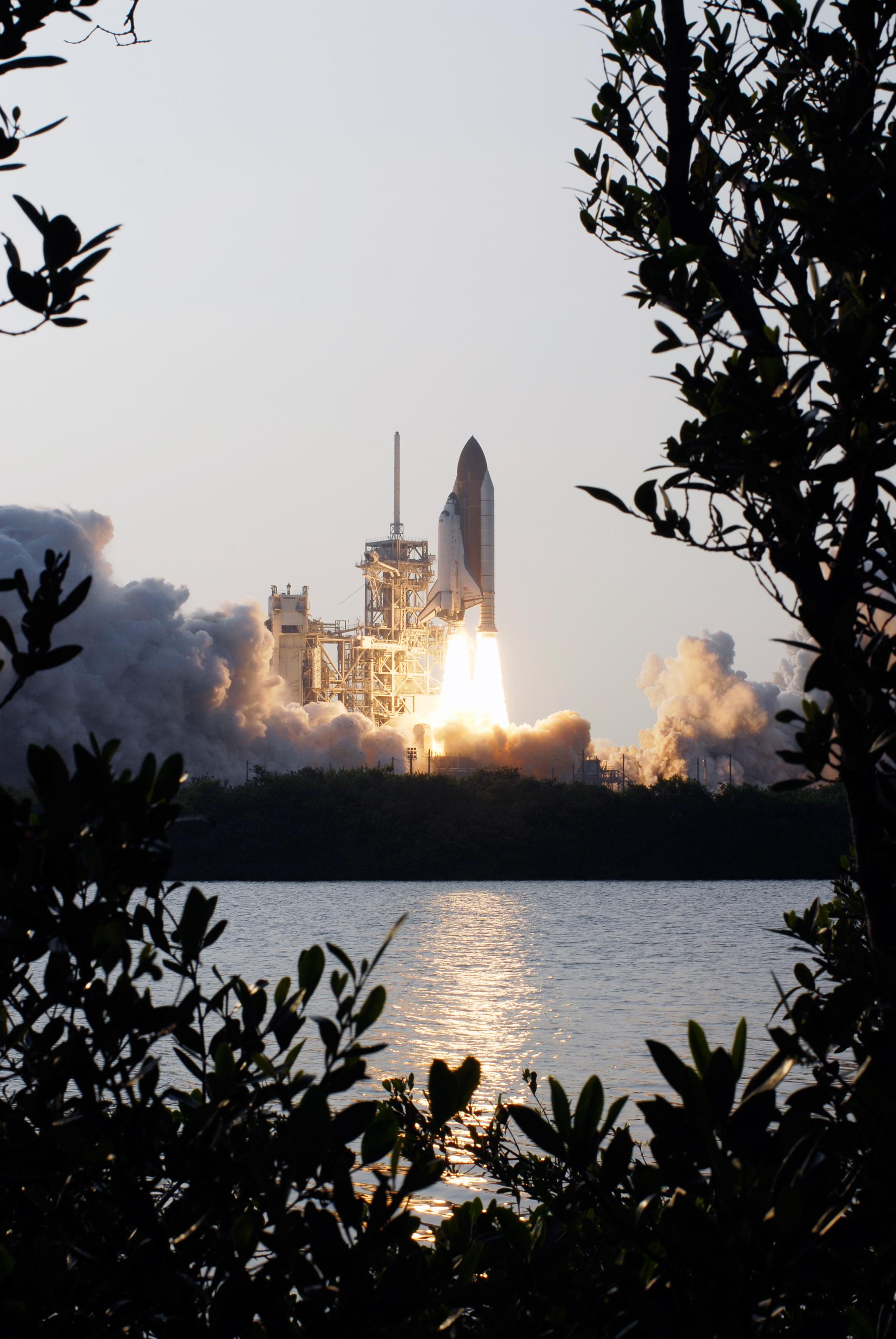
Start der Endeavour zur Mission STS-118

- Die zwei Feststoffraketen wurden gezündet, die Sprengbolzen zur Befestigung der Feststoffraketen auf der Startplattform gesprengt und das Space Shuttle hob ab.

## Nach dem Start
- Die Missionskontrolle übernahm den Flug, nachdem das Raumfahrzeug den Startturm verlassen hatte.
- Das Roll-Manöver, das das Shuttle für den geplanten Orbit ausrichtete, wurde ebenfalls kurz nach dem Verlassen des Startturms durchgeführt.
- Die SRBs wurden zwei Minuten nach dem Start abgeworfen. Sie wurden später aus dem Atlantik geborgen.
- Etwa acht Minuten nach dem Start wurden die Haupttriebwerke abgeschaltet.
- Zehn Sekunden später wurde der externe Tank abgeworfen.
- Die Besatzung erhielt das GO für On-Orbit-Aktivitäten.
- Die OMS-Triebwerke wurden erstmals gezündet, um einen stabilen Orbit zu erreichen.
- 1,5 Stunden nach dem Start wurden die Laderaumtüren geöffnet.
- Sechs Stunden nach dem Start war der Orbiter voll flugfähig, die SRB wurden zurück zum Kennedy Space Center geschleppt und der externe Tank war in der Atmosphäre verglüht.